# Pavonita
La pavonita es un mineral de la clase de los minerales sulfuros. Fue descubierta en 1953 en la mina Bolívar en Cerro Bonete de la provincia de Sud Lípez, en el departamento de Potosí (Bolivia), siendo nombrada así en honor de Martin A. Peacock, mineralogista canadiense cuyo apellido se traducía al español como "pavo real".

## Características químicas
Es un sulfuro simple de plata y de bismuto, anhidro. Además de los elementos de su fórmula, suele llevar como impurezas: cobre y plomo.
Existe una relación estructural con varios minerales que en conjunto se denominan "series de homólogos de la pavonita", pues forma series de solución sólida con cada uno de ellos, que son:
- Cupromakopavonita: Cu8Pb4Ag3Bi19S38
- Cupromakovickyita: Cu4AgPb2Bi9S18
- Cupropavonita: Cu.9Ag.5Pb.6Bi2.5S5
- Makovickyita: Cu1.12Ag.81Pb.27Bi5.35S9
- Pavonita:  AgBi3S5

## Formación y yacimientos
Aparece en yacimientos de minerales sulfuros metálicos, formándose en vetas hidrotermales.
Suele encontrarse asociado a otros minerales como: cupropavonita, bismutinita, calcopirita, aikinita o hodrushita.

## Usos
Se extrae en las minas como mena de la plata y el bismuto.